# Montuiri
Montuiri (catalansk: Montuïri) er en by og kommune i det østlige Spanien på øen Mallorca i provinsen De Baleariske Øer. Den har et indbyggertal på 3.216 (2024) indbyggere.